# Laser accecante ZM-87
Il laser accecante ZM-87 è un dispositivo laser di contromisure elettro-ottiche cinese prodotto dalla Norinco.
Prodotto dall'impresa cinese Norinco, venne bandito nel 1995 dal Protocollo sulle armi laser accecanti (in inglese: Protocol on Blinding Laser Weapons) delle Nazioni Unite e si pensa che non sia più in produzione, anche se trattandosi di armi di piccole dimensioni, di costo contenuto e non radioattive, non si può escludere che i servizi segreti ne possiedano un'abbondante dotazione. La produzione di circa 22 esemplari viene ammessa previamente all'anno 2000.

## Specifiche
È primariamente inteso per accecare gli esseri umani; esistono rapporti che affermano che sia capace di danneggiare gli elementi foto-elettrici dei distanziometri laser, delle telecamere e dei chip di visualizzazione ed inseguimento nelle testate dei missili a controllo televisivo o infrarosso.
- Erogazione di potenza: 15 mW, 5 impulsi per secondo, a due diverse lunghezze d'onda.
- Massimo raggio (accecamento definitivo): da 2 a 3 km (5 km se la persona che sta osservando impiega strumenti ottici ad ingrandimento 7x e maggiori)
- Massimo raggio (accecamento temporaneo): 10 km
- Peso (senza le batterie): 35 kg

Una batteria elettrica fornisce un convertitore portatile di energia, che attraverso un cavo alimenta un emettitore lungo 84-centimetri, montato su di un tripode. È dotato di mira telescopica e assomiglia vagamente ad una mitragliatrice pesante.

## Cronologia del suo sviluppo
- Fine degli anni ottanta: inizio dello sviluppo.
- Maggio del 1995: la ZM-87 viene pubblicamente rivelato ad un'esibizione della difesa nelle Filippine
- Poco dopo: mostrato in un'esibizione ad Abu Dhabi, dove si guadagna grande pubblicità, e provoca scalpore e scandalo.
- Ottobre del 1995: Le armi a laser accecante vengono bandite nel Protocollo IV dello CCWC.
- Aprile del 1997: un ufficiale della US Navy mentre osservava al cannocchiale la nave mercantile russa "Kapitan Man", viene abbagliato da una intensisima luce sparata forse dalla stessa nave, in seguito alla visita medica si riscontra un danno retinale compatibile con i danni causati dall'esposizione a questo tipo di laser.
- Dicembre del 2000: Apparentemente cessa la produzione dichiarata ufficialmente.
- 2003 in Nord Corea lo ZM-87 illumina due United States Army Boeing AH-64 Apache.[1]